# Antti Okkonen
Antti Okkonen est un footballeur finlandais né le 2 juin 1982 à Oulu, Finlande.

## Palmarès
- Championnat de Finlande : 2012

## Sélection
- International finlandais (14 sélections).